# ヴィルヘルム・フランツ・マイヤー
フリードリヒ・ヴィルヘルム・フランツ・マイヤー（独: Friedrich Wilhelm Franz Meyer、1856年 – 1934年）はドイツの数学者。Klein's Encyclopedia of Mathematical Sciencesの主要編集者の一人。 

## 生い立ちと功績
マイヤーはライプツィヒ大学とミュンヘン大学で学び、1878年にミュンヘン大学から博士号を授与された。更なる勉強のためヴァイエルシュトラス、クンマー、クロネッカーと出会いにベルリンに向かった。1880年、テュービンゲン大学で  venia legendi （講義をする資格）を受け取った。1888年、クラウスタール工業大学で正教授になった。1897年10月から1924年10月（引退）まで、ケーニヒスベルク大学で教職を務めた。
130以上に上るマイヤーの幅広い研究作品は、主に幾何学、とりわけ不変式論に関するものである。
それにもかかわらず彼の最も著名な功績は、1898年から1933年の間に23巻が出版されたKlein's Encyclopedia of Mathematical Sciences（Encyklopädie der mathematischen Wissenschaften）の主要著者であったことである。マイヤーは幾何学の巻に直接的に責任を負っていた。